# Anders Møller (Ringer)
Anders Carl Ferdinand Møller (* 22. Februar 1883 in Kopenhagen; † 22. Oktober 1966 in Hørsholm) war ein dänischer Ringer.
1907 wurde er dänischer Meister im griechisch-römischen Stil im Leichtgewicht. An den Inoffiziellen Ringer-Europameisterschaften 1907 in Kopenhagen nahm er im Mittelgewicht (bis 75 kg) teil, belegte aber keinen der vorderen Plätze.
Bei der dänischen Meisterschaft 1908 belegte er den zweiten Platz. An den Olympischen Sommerspielen 1908 in London nahm er am Ringen im griechisch-römischen Stil teil. Seine Gewichtsklasse war bei den Olympischen Spielen Leichtgewicht (bis 60 kg). In der ersten Runde gewann er gegen den Briten Andrew Whittingstall, in der zweiten gegen den Briten George Faulkner. Im Viertelfinale verlor Anders Møller gegen den Finnen Arvo Lindén, den späteren Bronzemedaillengewinner.
Sein Verein war der Kopenhagener Verein AK Thor.